# Михайло Корнякт
Михайло Корнякт гербу Круцини (1575 —18 березня 1594) — шляхтич грецько-русинського походження часів Речі Посполитої.

## Життєпис
Старший син шляхтича і купця Костянтина Корнякта і представниці русинського (українського) шляхетського роду Анни Дідушицької. Народився 1575 року у Львові. Виховувався в католицькому дусі.
Згодом разом з братами Костянтином і Олександром навчався в Падуанському університеті. Продовжив навчання у Римі, під час якого помер внаслідок хвороби або нещасного випадку в 1594 році. Поховано в церкві Санта Марія Арачелі (Рим).